# Загустай (Кижингинский район)
Загуста́й (бур. Загаhатай — «рыбное [место]») — улус в Кижингинском районе Бурятии. Административный центр сельского поселения  «Чесанский сомон».

## География
Улус находится в 67 км к востоку от районного центра, села Кижинга, на автодороге местного значения Кижинга — Хуртэй, на правом берегу реки Чесан (правый приток Худана), при впадении в неё речки Хуреты.
Ближайшие населённые пункты: Булак (12 км на запад), Чесан (16 км на запад), Хуртэй (9 км на юго-восток), Кулькисон (26 км на восток).

## История
Селение основано во второй половине XIX века, после Цаганского землетрясения 1862 года на Байкале, когда в долину реки Чесан переселилась часть прибайкальских (кударинских) бурят. 

## Население
| 2002 | 2010  |
| ---- | ----- |
| 1202 | ↘1199 |

## Инфраструктура
Администрация сельского поселения, Чесанская средняя общеобразовательная школа, детский сад, врачебная амбулатория, сельский клуб, библиотека, спортивный зал, школа искусств, вечерняя школа.

## Известные люди
- Степанова, Надежда Ананьевна ― российский бурятский религиозный деятель, Верховная шаманка Бурятии[3].